# Vozvrasjjenije v 'A'
Vozvrasjjenije v 'A' (russisk: Возвращение в «А») er en russisk-kasakhisk spillefilm fra 2010 af Jegor Kontjalovskij.

## Medvirkende
- Sejdulla Moldakhanov som Marat Ajumov
- Berik Ajtzjanov
- Denis Nikiforov som Andrej Ostrovskij
- Ivan Zjidkov som Alekseij